# Zbor spațial
Zbor spațial (sau zbor în spațiu) este zbor balistic în sau prin spațiul exterior. Zborul spațial se poate face cu nave spațiale cu sau fără oameni la bord. Iuri Gagarin din Uniunea Sovietică a fost primul om care a executat un zbor în spațiu. Printre exemplele de zboruri spațiale umane se numără aterizarea navei americane Apollo pe Lună, programul Space Shuttle, programul rus Soyuz precum și Stația Spațială Internațională aflată în curs de desfășurare. Exemple de zboruri spațiale fără echipaj includ sondele spațiale care părăsesc orbita Pământului, precum și sateliții pe orbită în jurul Pământului, cum ar fi sateliții de comunicații. Aceștia funcționează fie prin control telerobotic, fie sunt complet autonome.
Zborul în spațiu este utilizat în explorarea spațială, precum și în activități comerciale, cum ar fi turismul spațial și telecomunicațiile prin satelit. Utilizările suplimentare non-comerciale ale zborului spațial includ observatoare spațiale, sateliți de recunoaștere și alți sateliți de observare a Pământului.
Zborul spațial poate fi realizat cu diferite tipuri de sisteme de lansare, în mod convențional prin lansarea unei rachete purtătoare care asigură o tracțiune inițială pentru a depăși gravitația și propulsează nava spațială departe de suprafața Pământului. Odată ajunsă în spațiu, mișcarea unei nave spațiale – atât atunci când este nepropulsată, cât și când este sub propulsie – este acoperită de zona de studiu numită astrodinamică. Unele nave spațiale rămân în spațiu la nesfârșit, altele se dezintegrează în timpul reintrării în atmosferă, iar altele ajung pe o suprafață planetară sau lunară aterizând sau prăbușindu-se. 

## Istoric
Prima propunere teoretică de călătorie în spațiu folosind rachete a fost publicată de astronomul și matematicianul scoțian William Leitch, într-un eseu din 1861, „A Journey Through Space”. Mai cunoscută este lucrarea lui Konstantin Țiolkovski, „Исследование мировых пространств реактивными приборами” (Explorarea spațiului cosmic prin mijloace de reacție), publicată în 1903, deși această disertație teoretică nu a fost cunoscută pe scară largă în afara Rusiei. Lucrările lui Țiolkovski nu au fost pe deplin apreciate în timpul vieții sale, dar l-au influențat pe Serghei Koroliov, care va deveni responsabil pentru programul de rachete al Uniunii Sovietice sub Iosif Stalin și care a dezvoltat prima rachetă balistică intercontinentală capabilă să ducă un focar nuclear. Rachete de transport derivate din racheta Semyorka R-7 a lui Korolev au fost folosite pentru a lansa primul satelit artificial, Sputnik 1, la 4 octombrie 1957 și, mai târziu, pentru a aduce primul om pe orbita Pământului, Iuri Gagarin la bordul Vostok 1, la 12 aprilie 1961.
Zborurile spațiale au devenit posibile din punct de vedere tehnic după publicarea în 1919 a lucrării lui Robert Goddard, O metodă de a atinge altitudini extreme, în care a propus o serie de soluții specifice care permit o îmbunătățire semnificativă a rachetelor, inclusiv prin utilizarea duzei Laval pentru motoarele rachetă.  Încercarea sa de a asigura un contract al Armatei pentru o armă cu propulsie rachetă în Primul Război Mondial a fost oprită de armistițiul din 11 noiembrie 1918 cu Germania. Lucrând cu sprijin financiar privat, el a fost primul care a lansat o rachetă cu lichid în 1926. Lucrările sale au influențat foarte mult pe inginerii germani Hermann Oberth și Wernher von Braun, viitorii jucători cheie în astronautica modernă.
În timpul celui de-Al Doilea Război Mondial, primele rachete ghidate, V-2 au fost dezvoltate și folosite ca arme de cel de-Al Treilea Reich. Într-un zbor test din iunie 1944, o astfel de rachetă a atins spațiul la o altitudine de 189 de kilometri, devenind primul obiect din istoria umană care a făcut acest lucru. La sfârșitul celui de-Al Doilea Război Mondial, cea mai mare parte a echipei rachetei V-2, inclusiv conducătorul proiectului, Wernher von Braun, s-au predat în Statele Unite și au fost expatriați pentru a lucra la rachetele americane la ceea ce a devenit Agenția de rachete balistice a Armatei. Această muncă la rachete precum Juno I și Atlas a permis lansarea primului  satelit american Explorer 1 la 1 februarie 1958 și lansarea primului american pe orbită, John Glenn în Friendship 7, la 20 februarie 1962. În calitate de director al Centrului de zbor spațial Marshall, Von Braun a supravegheat dezvoltarea unei clase mai mari de rachetă numită Saturn, care a permis Statelor Unite să trimită primii doi oameni, Neil Armstrong și Buzz Aldrin, pe Lună și înapoi cu Apollo 11 în iulie 1969. 

## Faze de zbor

### Lansare

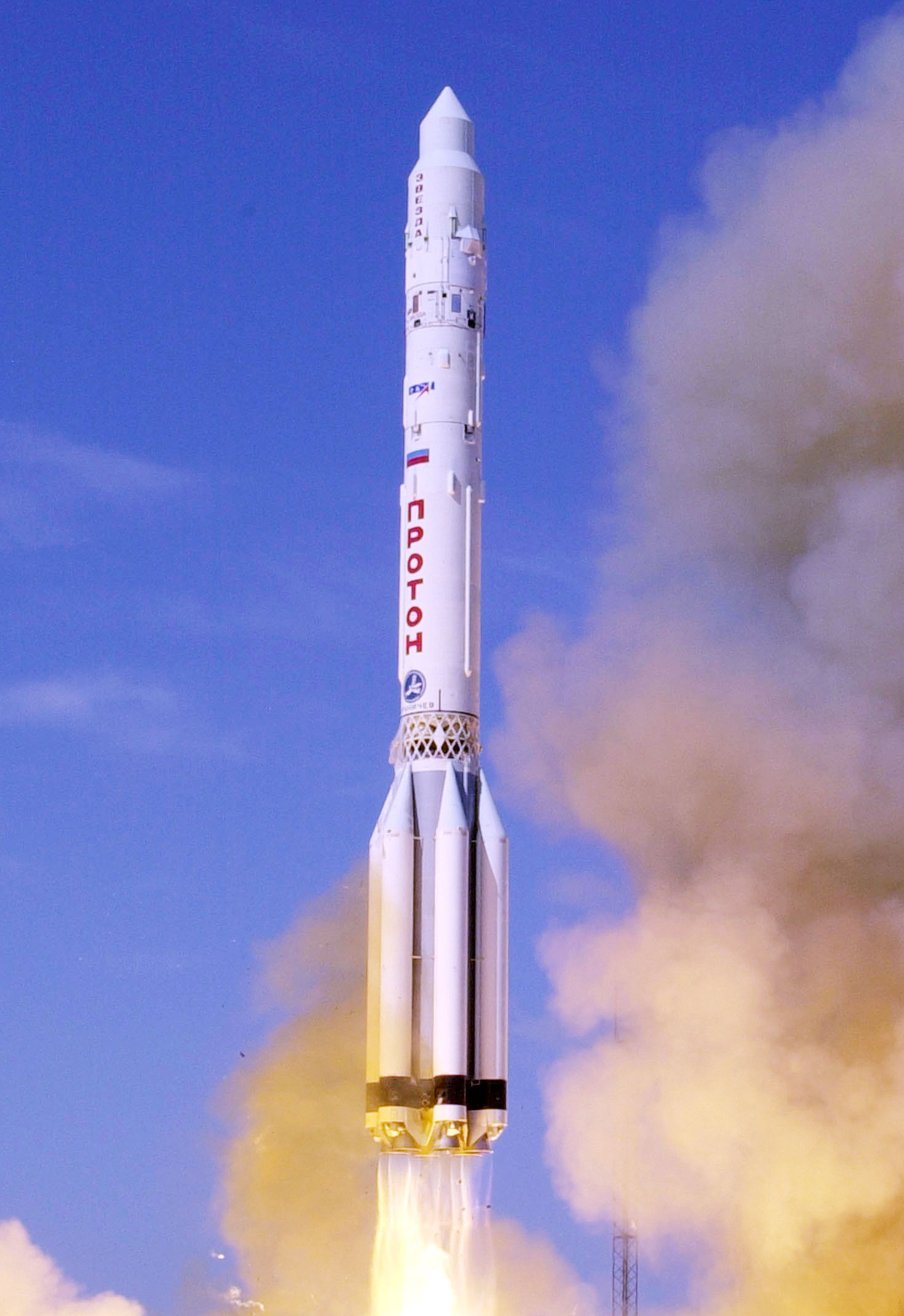
Lansarea rachetei rusești Proton-K

Rachetele sunt singurul mijloc capabil în prezent să ajungă pe orbită sau dincolo de ea. Alte tehnologii, precum scramjet, încă nu permit viteza orbitală.
O lansare de rachetă pentru un zbor spațial pornește, de obicei, de la un port spațial (cosmodrom), care este echipat cu piste pentru decolare și aterizare a avioanelor de transport și a navelor spațiale cu aripi, poate conține unul sau mai multe plăcuțe de lansare pentru lansări de rachete verticale. Porturile spațiale sunt situate departe de locuințele umane din motive de zgomot și siguranță.
O lansare este adesea restricționată la anumite ferestre de lansare. Aceste ferestre depind de poziția corpurilor și orbitelor cerești în raport cu locul de lansare. Cea mai mare influență este adesea rotația Pământului în sine. Odată lansate, orbitele sunt situate în mod normal în planuri relativ constante la un unghi fix față de axa Pământului, iar Pământul se rotește în interiorul acestei orbite.
O rampă de lansare este o structură fixă concepută pentru trimiterea vehiculelor aeriene. Este înconjurată de echipamente folosite pentru montarea, alimentarea și întreținerea vehiculelor de lansare. Înainte de lansare, racheta poate cântări multe sute de tone. Naveta spațială Columbia, pe STS-1, cântărea la decolare 2.030 tone.

### Atingerea spațiului
Cea mai frecventă definiție a spațiului exterior este tot ceea ce se află dincolo de linia Kármán, care se află la 100 de kilometri deasupra suprafeței Pământului. Statele Unite definesc uneori spațiul exterior ca fiind totul dincolo de 80 km altitudine.
Rachetele sunt singurul mijloc practic de a ajunge în spațiu. Motoarele avionului convențional nu pot ajunge în spațiu din cauza lipsei de oxigen. Pentru ca o rachetă să intre în spațiu, are nevoie de un delta-v minim. Această viteză este mult mai lentă decât viteza de eliberare, ceea ce îi permite să se elibereze de atracția Pământului.
Pentru sistemele de lansare cu echipaj, se montează sisteme de catapultare pentru a permite astronauților să scape în caz de urgență.

### Alternative
Au fost propuse multe metode de atingere a spațiului exterior care nu folosesc rachete. Idei cum ar fi liftul spațial, lansare spațială fără rachetă sau crochet orbital, necesită materiale noi, mult mai puternice decât cele cunoscute în prezent. Lansatoarele electromagnetice precum buclele de lansare ar putea fi realizabile cu tehnologia actuală. Alte idei includ avioane asistate de rachetă, cum ar fi Skylon (actualmente în stadiu incipient de dezvoltare), avioane spațiale cu scramjet și avioane spațiale alimentate RBCC (Rocket-Based Combined Cycle).  Pentru încărcătură, s-a propus lansarea vehiculului dintr-o armă specială.

### Reintrare

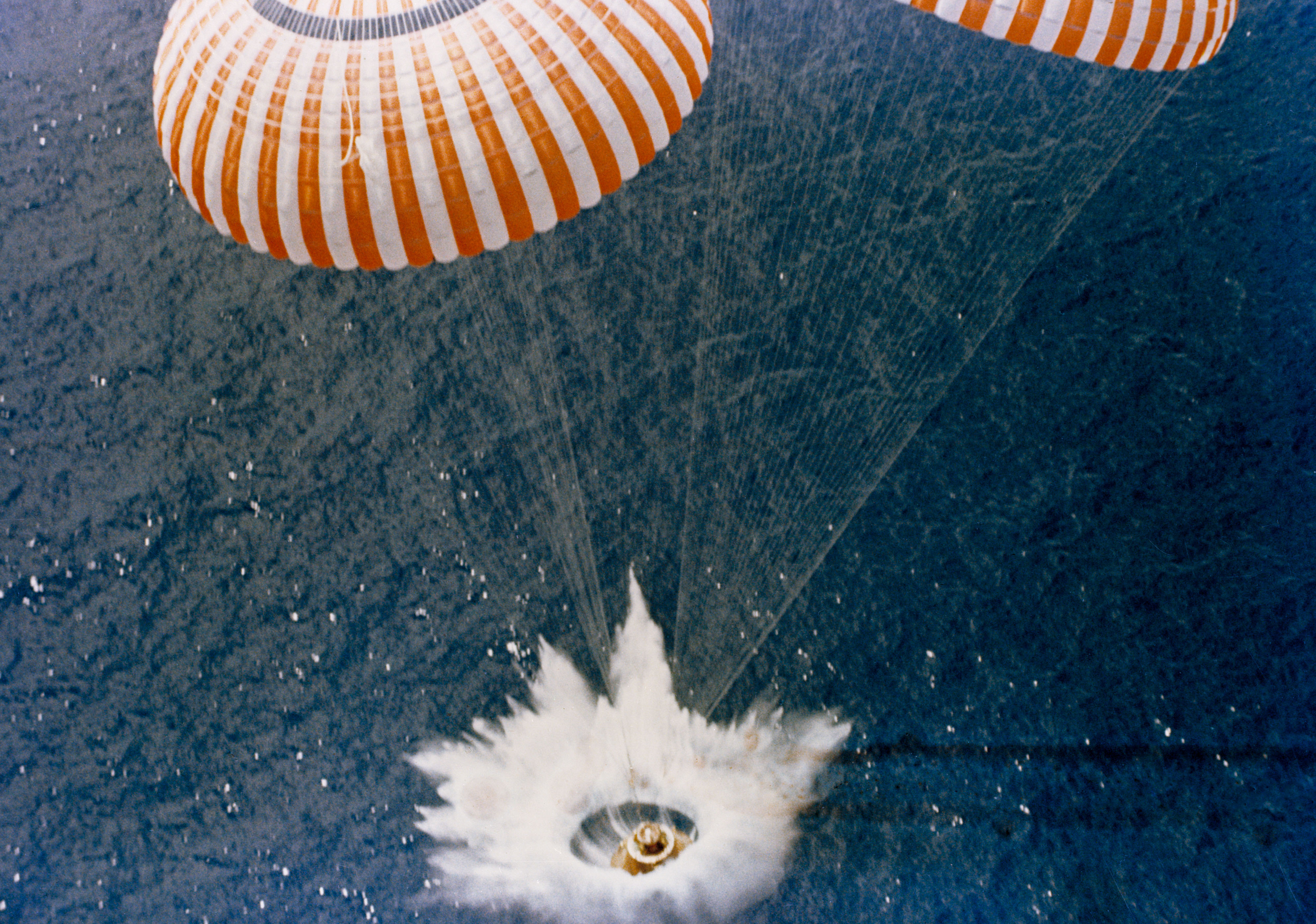
Apollo 15 aterizează în Oceanul Pacific

Vehiculele aflate pe orbită au cantități mari de energie cinetică. Această energie trebuie pierdută pentru ca vehiculul să aterizeze în siguranță, fără a se vaporiza în atmosferă. În mod obișnuit, acest proces necesită metode speciale de protecție împotriva încălzirii aerodinamice. Teoria din spatele reintrării a fost dezvoltată de Harry Julian Allen. Pe baza acestei teorii, vehiculele de reintrare au o formă boantă. Utilizarea formele boante face ca mai puțin de 1% din energia cinetică să revină la vehicul ca energie termică.

### Aterizare
Capsulele Mercur, Gemeni și Apollo au aterizat în ocean. Aceste capsule au fost concepute pentru a ateriza la viteze relativ mici cu ajutorul unor parașute. Capsulele rusești Soyuz folosesc o parașută mare și rachete de frânare pentru a ateriza pe uscat. Space Shuttle aterizează pe pistă ca un avion, cu viteză foarte mare.

### Recuperare
După o aterizare reușită a navei spațiale, ocupanții și încărcătura acesteia pot fi recuperate. În unele cazuri, recuperarea a avut loc înainte de aterizare: în timp ce o navă spațială este încă descendentă cu parașuta sa, aceasta poate fi blocată de o aeronavă special concepută. Această tehnică de recuperare a fost folosită pentru a recupera cutiile de film din sateliții spion Corona.

## Tipuri de zbor în spațiu

### Fără echipaj

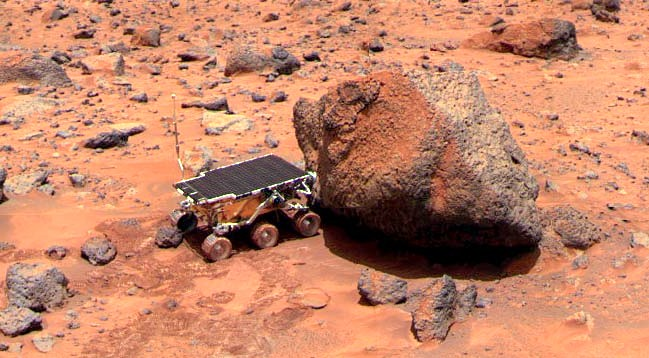
Roverul Sojourner făcând măsurători cu spectrometrul de raze X și particule alfa pe roca Yogi pe Marte

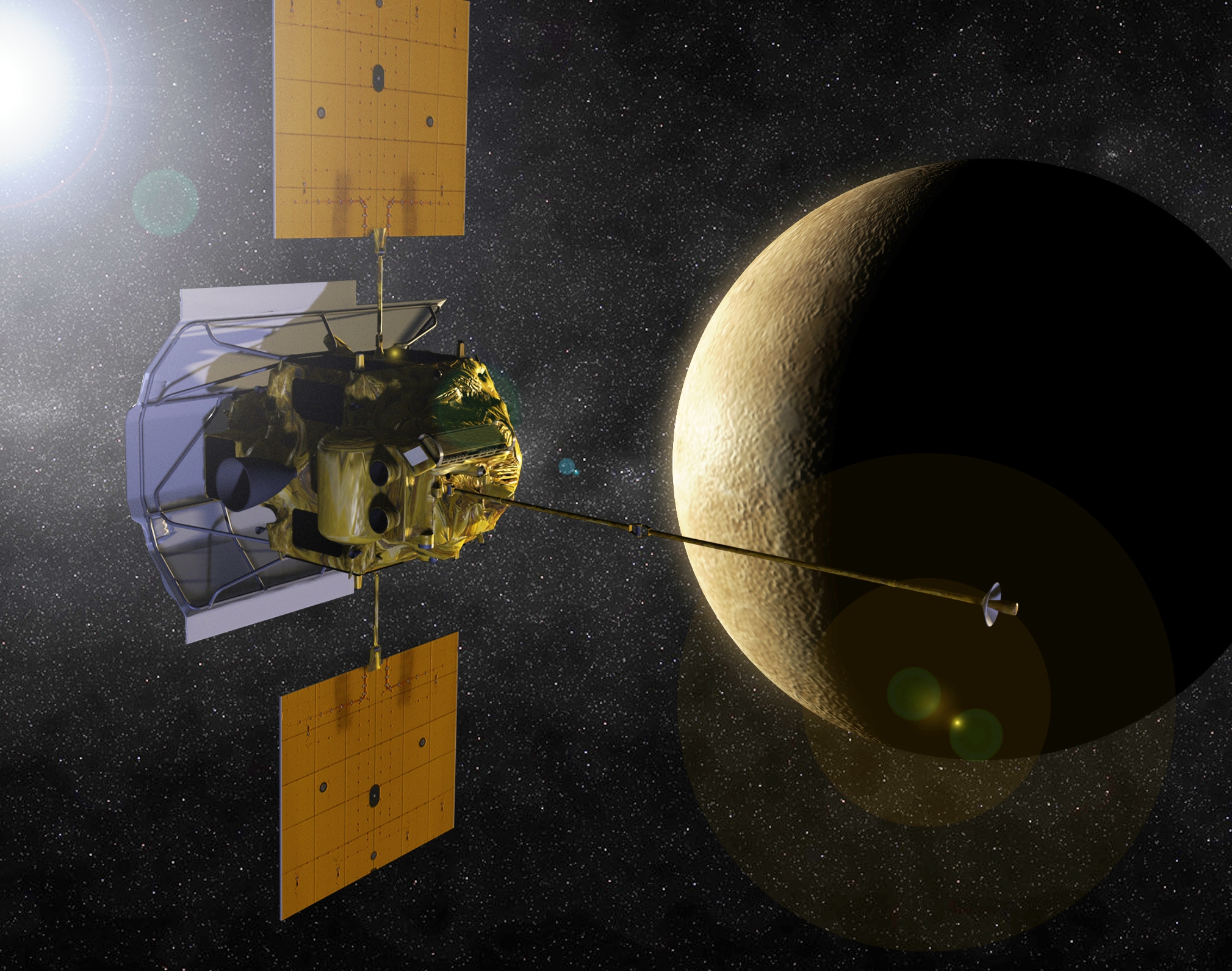
Sonda MESSENGER survolând Mercur (interpretare artistică)

Zborul spațial fără echipaj se referă la toate activitățile de zbor spațial fără o prezență umană la bordul navei spațiale. Aceast tip de zbor include toate sondele spațiale automate, sateliții și navele spațiale robotizate. O navă spațială robotizată este o navă spațială fără pilot, în general, telecomandată de pe Pământ. O navă spațială robotizată concepută să facă măsurători de cercetare științifică este adesea numită sondă spațială. Prima misiune spațială fără echipaj și primul obiect artificial care a ajuns pe orbită a fost sonda sovietică Sputnik, lansată la 4 octombrie 1957.

##### Avantaje
Multe misiuni spațiale sunt mai potrivite pentru funcționarea telerobotică, mai degrabă decât funcționarea cu echipaj, din cauza costurilor mai mici și a factorilor de risc mai mici. În plus, unele destinații planetare precum Venus sau vecinătatea lui Jupiter sunt prea ostile pentru supraviețuirea umană, având în vedere tehnologia actuală. Planete exterioare, precum Saturn, Uranus și Neptun sunt prea îndepărtate pentru a ajunge la ele cu tehnologia actuală a zborului spațial cu echipaj, astfel încât sondele telerobotice sunt singura modalitate de explorare a acestora.
Telerobotica permite, de asemenea, explorarea regiunilor vulnerabile la contaminarea microorganismelor terestre, deoarece navele spațiale pot fi sterilizate. Oamenii nu pot fi sterilizați în același mod ca o navă spațială, deoarece coexistă cu numeroase microorganisme.

### Cu echipaj

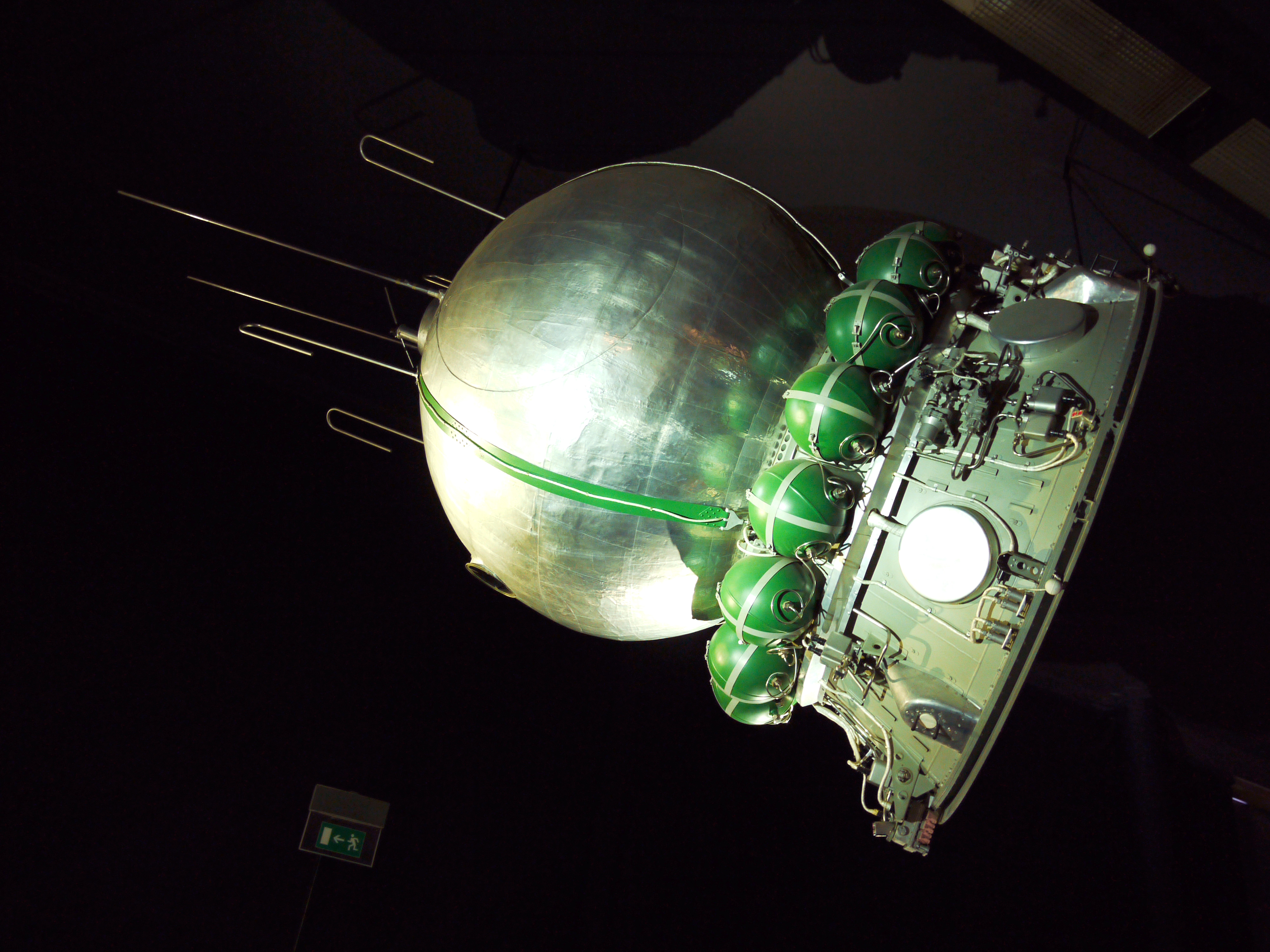
Modelul navei spațiale Vostok 1 la Muzeul aerului și spațiului din Paris. În imagine se află capsula de aterizare sferică care a adăpostit cosmonautul. În spatele acesteia se află modulul de alimentare de 2.050 kg cu rezervoarele de oxigen verde.

Primul zbor spațial cu echipaj uman a fost Vostok 1, lansat la 12 aprilie 1961, când cosmonautul sovietic Iuri Gagarin a finalizat o orbită în jurul Pământului. În documentele sovietice oficiale nu se menționează faptul că Gagarin a folosit o parașută în ultimii 11 kilometri. Statele Unite au urmat această fază lansând într-un zbor suborbital, la 5 mai 1961, pe astronautul Alan Shepard, cu nava spațială Freedom 7. Primul zbor orbital în spațiu a fost realizat de Statele Unite la 20 februarie 1962, când John Glenn a fost lansat de avionul Friendship 7. Valentina Tereshkova a devenit prima femeie din spațiu când a decolat pe nava spațială Vostok-6 la 16 iunie 1963. Primul om care a efectuat prima ieșire în spațiul exterior a fost Alexei Leonov, la 8 martie 1965. 
Cea mai îndepărtată destinație vizitată deocamdată de misiunea spațială cu echipaj este Luna. Singurele misiuni care i-au dus cu succes pe oameni pe Lună au fost realizate de agenția NASA în timpul programului Apollo. Un total de 12 persoane au mers pe suprafața Lunii, iar în prezent sunt singurii reprezentanți ai rasei umane care au pășit pe un alt corp ceresc. URSS a anulat programul pentru a trimite oameni pe Lună în 1974.
Oamenii sunt continuu în spațiu de aproape 20 de ani pe Stația Spațială Internațională, care se află pe orbita joasă a Pământului.

### Zbor suborbital

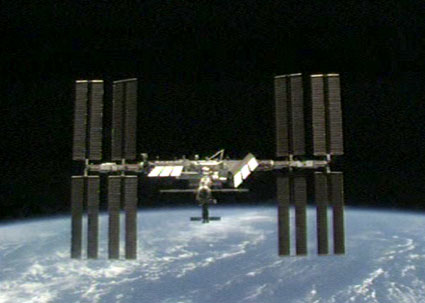
Stația Spațială Internațională pe orbita Pământului văzută de echipajul misiunii STS-119

Într-un zbor spațial suborbital, nava spațială ajunge în spațiu și apoi revine în atmosferă după ce a urmat o traiectorie (în primul rând) balistică. Acest lucru se datorează, de obicei, unei energii orbitale specifice insuficiente, caz în care un zbor suborbital va dura doar câteva minute, dar este posibil și ca un obiect cu energie suficientă pentru ca o orbită să aibă o traiectorie care intersectează atmosfera Pământului, uneori după multe ore. Pioneer 1 a fost prima sondă spațială a NASA destinată să ajungă pe Lună. Un eșec parțial a determinat-o să urmeze o traiectorie suborbitală la o altitudine de 113.854 kilometri înainte de reintrarea în atmosfera Pământului, la 43 de ore de la lansare.
Linia Kármán, aflată la 100 km deasupra suprafeței mării, este recunoscută drept granița spațială  (deși NASA definește un astronaut ca orice persoană care a zburat peste 80 de kilometri deasupra nivelului mării). Un fapt necunoscut publicului larg este că creșterea energiei potențiale necesare pentru a trece linia Kármán reprezintă doar aproximativ 3% din energia orbitală necesară pentru a ajunge la cea mai mică orbită posibilă în jurul Pământului (o orbită circulară chiar deasupra liniei Kármán). Cu alte cuvinte, este mult mai ușor să ajungi în spațiu decât să rămâi în spațiu. 
La 17 mai 2004, GoFast a devenit prima rachetă lansată în zbor suborbital, primul zbor spațial amator. În același an, la 21 iunie, SpaceShipOne a fost folosit pentru primul zbor cu echipaj cu finanțare privată.

### Punct la punct
Punct-la-punct este o categorie de zbor spațial sub-orbital în care o navă spațială asigură un transport rapid între două locații terestre. O rută a companiei aeriene convenționale între Londra și Sydney, un zbor care durează în mod normal peste douăzeci de ore. Cu o călătorie suborbitală punct la punct, aceeași rută ar putea fi parcursă în mai puțin de o oră.  Deși nici o companie nu oferă acest tip de transport astăzi, SpaceX a dezvăluit planurile sale de a face acest lucru încă din anii 2020 folosind Starship. Zborul spațial suborbital pe o distanță intercontinentală necesită o viteză a vehiculului puțin mai mică decât viteza necesară pentru a ajunge pe orbita joasă a Pământului. Dacă se folosesc rachete, dimensiunea rachetei în raport cu încărcătura este similară cu o rachetă balistică intercontinentală. Orice zbor spațial intercontinental trebuie să depășească problemele de încălzire în timpul reintrării în atmosferă, care sunt aproape la fel de mari ca cele cu care se confruntă zborul spațial orbital.

### Orbital

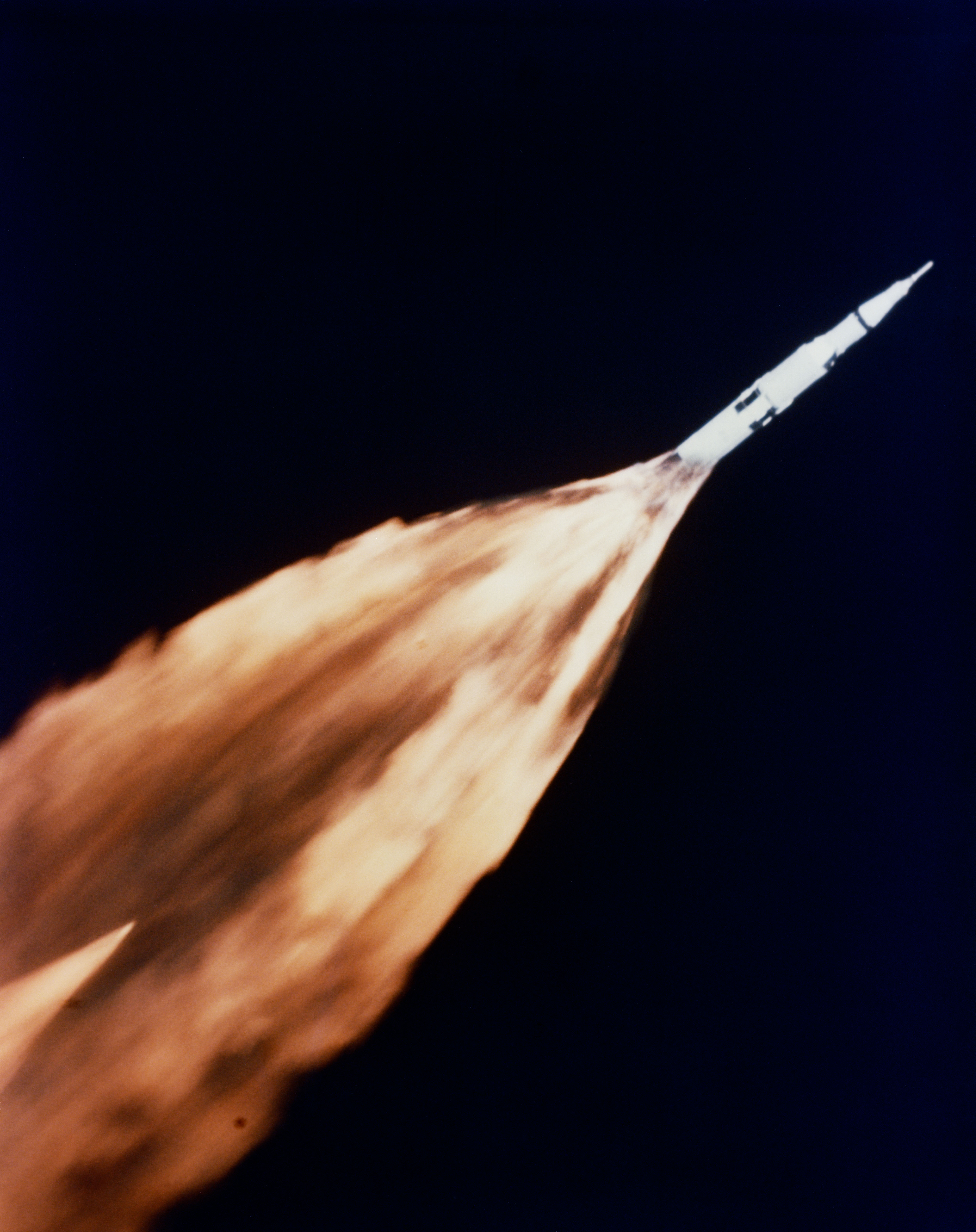
Apollo 6 intră pe orbită

Un zbor spațial orbital este un zbor spațial în care o navă spațială este plasată pe o traiectorie unde ar putea rămâne în spațiu pentru cel puțin o orbită. Pentru a rămâne pe orbită la o altitudine de cel puțin 100 km de nivelul mării, este nevoie de o viteză orbitală de ~ 7,8 km/s. Viteza orbitala este mai mica pentru orbitele mai mari, dar atingerea lor necesita un delta-v mai mare.
Un zbor spațial orbital minim necesită viteze mult mai mari decât un zbor suborbital minim și, prin urmare, este mult mai dificil din punct de vedere tehnologic. Pentru a realiza un zbor spațial orbital, viteza tangențială în jurul Pământului este la fel de importantă ca altitudinea. Pentru a efectua un zbor stabil și de durată în spațiu, nava spațială trebuie să atingă viteza orbitală minimă necesară pentru o orbită închisă.

### Interplanetar
Călătoria interplanetară este deplasarea între planete într-un singur sistem planetar. În practică, utilizarea termenului se limitează la călătorii între planetele Sistemului Solar.
Sondele spațiale, care sunt controlate de la distanță prin trimiterea de instrucțiuni prin radio, au orbitat toate planetele din Sistemul Solar, de la Mercur până la Neptun. Cea mai îndepărtată sondă spațială trimisă într-o misiune de cercetare către planete este Voyager 1 care a părăsit Sistemul Solar la 25 august 2012.
Orbitatorii (sondele care intră pe o orbită scăzută în jurul unui corp ceresc pentru a-l studia în detaliu) și landerii (sondele care aterizează pe suprafața unui corp ceresc), în general, colectează mai multe date de o calitate mai bună decât sondele care doar zboară pe lângă un corp ceresc. 

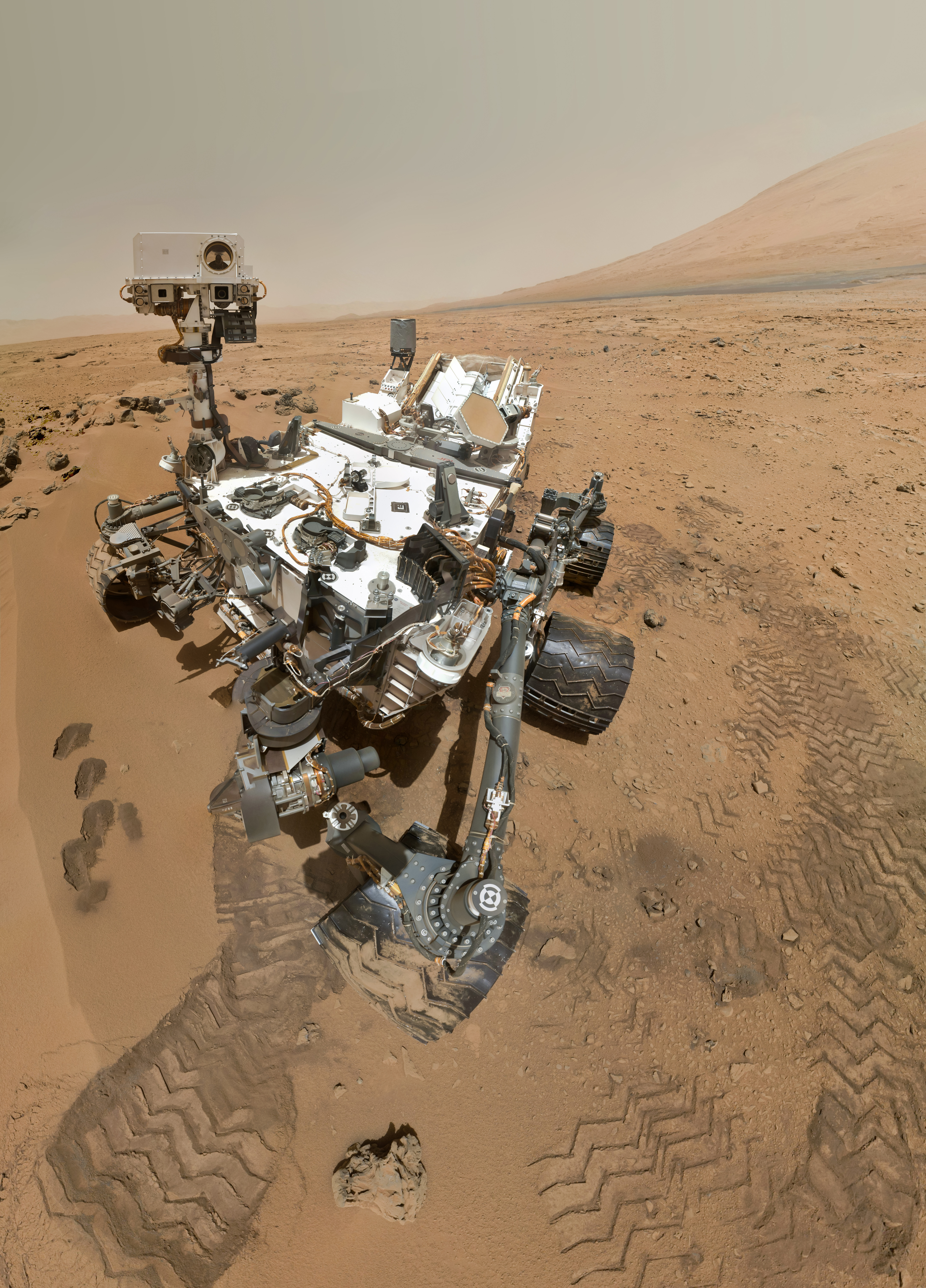
Roverul Curiosity a ajuns pe Marte la 6 august 2012

Misiunea NEAR Shoemaker lansată în anul 1996 a intrat pe orbită în jurul asteroidului 433 Eros și, după ce a terminat misiunea principală de a-l studia de pe orbită, sonda a reușit chiar să aterizeze pe suprafața acestui asteroid (la 12 februarie 2001), deși nu a fost proiectată pentru acea manevră. Sonda japoneză, bazată pe ioni, Hayabusa, a intrat și pe orbită în jurul asteroidului 25143 Itokawa în 2005, după care a aterizat scurt pe suprafața sa și a colectat probe de praf, după care a revenit cu succes pe Pământ. O altă misiune ambițioasă bazată pe ioni este Dawn a NASA. A petrecut 14 luni pe orbită în jurul Vesta, colectând date despre caracteristicile sale de suprafață și structura internă. După finalizarea acelui segment al misiunii, sonda a pornit din nou motorul și s-a îndreptat către Ceres, pe care a studiat-o în același mod. Astfel, Dawn a devenit prima navă spațială care a vizitat și studiat în detaliu două corpuri cerești diferite în timpul misiunii sale.
Roverii sunt vehicule de explorare a suprafeței planetare, concepute pentru a se deplasa pe suprafața solidă a unei planete sau a altor corpuri cerești. Uniunea Sovietică a trimis primul rover care a aterizat pe Lună, Lunokhod 1, în 1970. NASA a inclus roveri în trei misiuni Apollo: Apollo 15 (care a aterizat pe Lună la 30 iulie 1971), Apollo 16 (care a aterizat la 21 aprilie 1972) și Apollo 17 (care a aterizat la 11 decembrie 1972). În 2013 a aterizat pe Lună roverul chinez Yutu. Primul rover care a aterizat cu succes pe o altă planetă a fost Sojourner, la 4 iulie 1997 pe Marte. Tot pe Marte au ajuns și roverii: Spirit (în 2004), Opportunity (în 2004), Curiosity (în 2012) și Perseverance (în 2021).

### Interstelar
New Horizons este a cincea navă spațială care a părăsit Sistemul Solar. Voyager 1, Voyager 2, Pioneer 10 și Pioneer 11 sunt cele anterioare. Cea mai îndepărtată de Soare este Voyager 1, care se află la peste 150 AU și se deplasează cu 3,6 AU pe an. În comparație, Proxima Centauri, cea mai apropiată stea, se află la o distanță de 267.000 AU. Voyager 1 va avea nevoie de peste 74.000 de ani pentru a atinge această distanță. Proiectând vehicule folosind alte tehnici, cum ar fi propulsia impulsului nuclear, este probabil săputem ajunge la cea mai apropiată stea semnificativ mai rapid.
O altă posibilitate care ar putea permite zborul spațial interstelar uman este folosirea dilatarea timpului, deoarece acest lucru ar face posibil pentru pasagerii dintr-un vehicul cu mișcare rapidă să călătorească mai departe în viitor, în timp ce îmbătrânesc foarte puțin. Cu toate acestea, atingerea unor viteze atât de mari ar necesita totuși utilizarea unei metode noi și avansate de propulsie.

### Intergalactic
Călătoria interagalactică implică zbor spațial între galaxii și este considerată mult mai solicitantă din punct de vedere tehnologic decât călătoria interstelară și, în termenii actuali de inginerie, este considerată științifico-fantastică.